# Batu Urip Taba
Batu Urip Taba is een bestuurslaag in het regentschap Lubuklinggau van de provincie Zuid-Sumatra, Indonesië. Batu Urip Taba telt 2849 inwoners (volkstelling 2010).